# Ed Woodward
Edward Gareth Woodward, detto Ed (Chelmsford, 9 novembre 1971), è un dirigente sportivo inglese.

## Biografia
In gioventù Ed Woodward ha frequentato la Brentwood Middle School di Brentwood. Nel 1992 ha iniziato a studiare fisica alla Bristol University, ma successivamente si è laureato come commercialista.

## Carriera
Ed Woodward ha iniziato a lavorare nel 1996 per il network Price Waterhouse Coopers come consulente fiscale, prima di entrare in J.P. Morgan nell'ambito delle fusioni e acquisizioni.
Nel 2005 ha assistito lo statunitense Malcolm Glazer nell'acquisizione della squadra calcistica del Manchester United ed è stato invitato ad entrare a far parte del club in un ruolo di "pianificazione finanziaria". Nel 2007 è stato incaricato delle operazioni commerciali dello United, concludendo lucrosi accordi di sponsorizzazione con aziende di tutto il mondo; nel 2012 il fatturato del club era di 117,5 milioni di sterline. In seguito al ritiro del connazionale David Gill nel 2013, Woodward è stato promosso ad amministratore delegato dello United.
Nel 2021 ha annunciato le sue dimissioni dal Manchester United.